# Димитър Топурковски
Димитър Топурковски (на македонска литературна норма: Димитар Топурковски) с псевдоним Титан е югославски партизанин, участник в комунистическа съпротива във Вардарска Македония в годините на Втората световна война.

## Биография
Роден е през 1911 година в леринското село Ощима. През 1943 година става командир на Воденския народоосвободителен партизански отряд „Лазо Търповски“. В отделни периоди е командир на батальон на първа македонска ударна бригада, впоследствие става началник на бригада във Вардарска Македония. Става офицер от Югославската народна армия. Умира на 3 февруари 1981 година в град Скопие.
Димитър Топурковски е баща на видния политик от Северна Македония Васил Тупурковски.